# Riksmötet 2000/2001
Riksmötet 2000/01 var Sveriges riksdags verksamhetsår 2000–2001. Det pågick från riksmötets öppnande den 19 september 2000 till riksmötets avslutning den 14 juni 2001.
Riksdagens talman under riksmötet 2000/01 var Birgitta Dahl (S).